# Porta Cavalleggeri

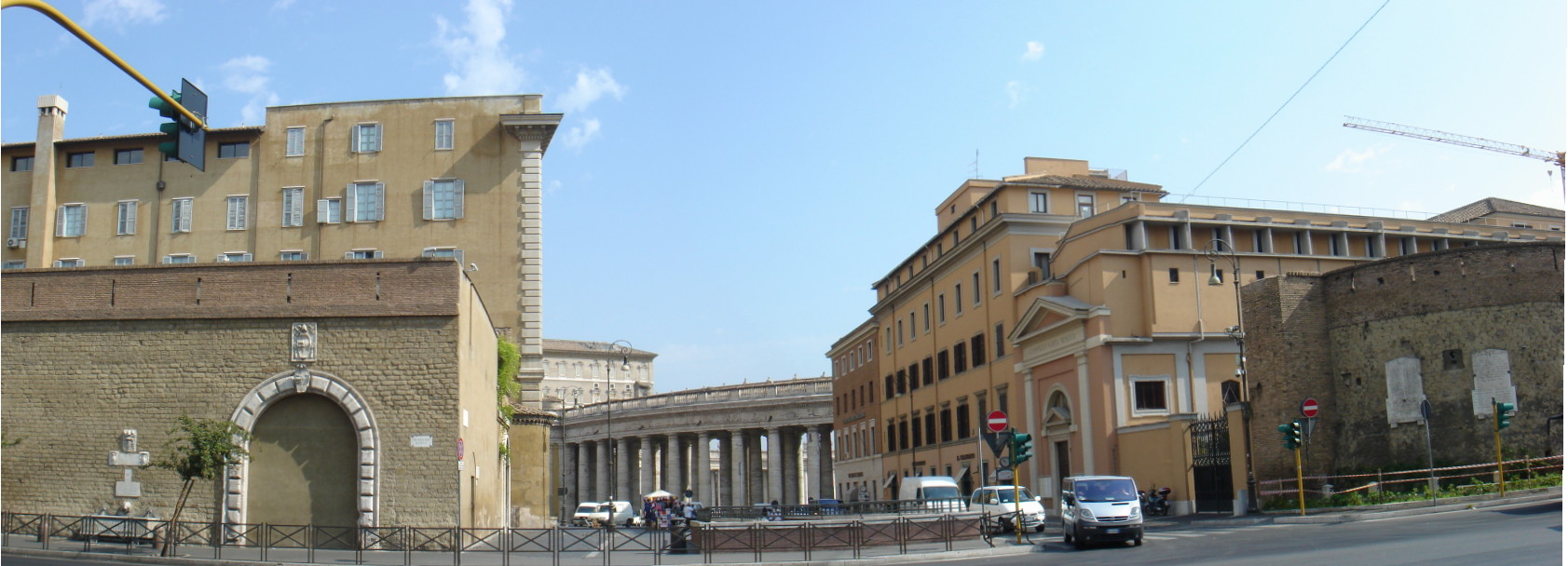
Porta Cavalleggeri et, à droite, les vestiges des "Turrionis".

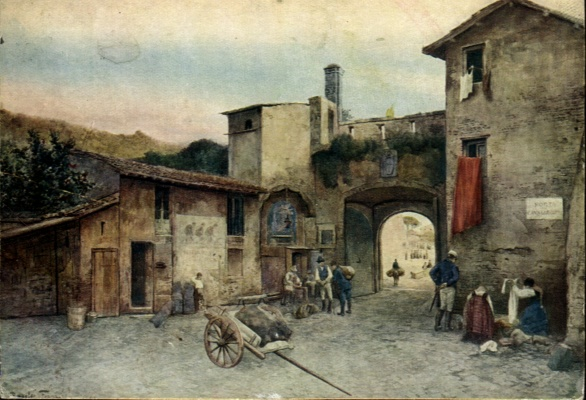
Porta Cavalleggeri (vue de l'intérieur) dans un tableau de E. Roesler Franz.

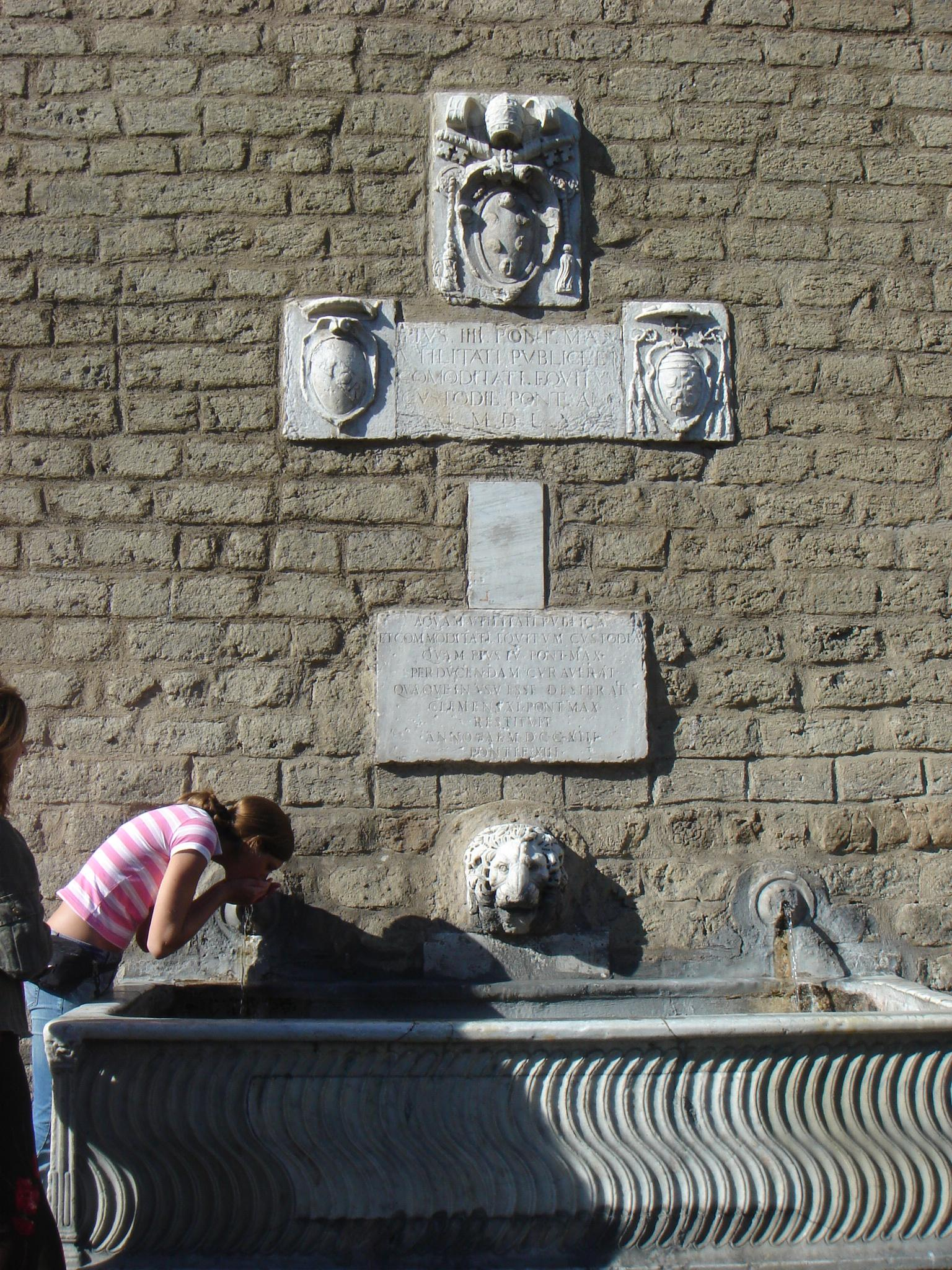
La fontaine (composée d'un sarcophage d'époque romaine) à côté de la porte Cavalleggeri.

La Porta Cavalleggeri était l'une des portes qui s'ouvraient dans les murs léonins de Rome . 
Actuellement, ses vestiges, murés, sont visibles dans le pan de mur de la place qui a pris son nom, mais il s’agit d’une reconstruction car le site original de la porte a été en 1904 déplacé de quelques mètres, sur l'autre côté de la Piazza del Sant'Uffizio.

## Histoire
Le nom d'origine était Porta ad scholam Longobardorum, en raison de sa proximité avec une colonie de Lombards qui avait été établie . Elle portait alors le nom de Porta Turrionis, car elle était située à côté de la tour (de construction incertaine, mais certainement restaurée par Antonio da Sangallo le Jeune, à l’époque du pape Paul III), toujours visible à l’entrée de la galerie actuelle Principe Amedeo. Lorsque celle du pape Pie IV a été construite à proximité immédiate, dans la caserne de la garde des Cavalleggeri, la porte en a pris le nom, qui subsiste encore. 
La date de construction remonte au moment du retour des papes de la captivité d’Avignon, puis vers la fin du XIVe siècle, lorsque les papes, revenant à Rome d’Avignon, fixèrent définitivement leur résidence au Vatican (abandon de la résidence précédente du Latran). À partir de là, les trois ouvertures des murs léonins  s’avérèrent insuffisantes pour satisfaire les besoins de l’augmentation de la population et des constructions en découlant. Stefano Piale, d’après un texte de 1590 et quelques citations, affirme qu’elle a été construite par le pape Nicolas V, environ au milieu du XVe siècle. Il faut ajouter que les références à la Porta Turrionis n'apparaissent que dans des mémoires et des chroniques postérieures à la fin du XIVe siècle. 
Sur le sommet de l'arc, on voit deux blasons de la famille Borgia qui ont ensuite été apposés par le pape Alexandre VI en souvenir des travaux de restauration effectués à la porte et sur ces pans de murs aux alentours de 1500.  L’aspect de la porte et de la restauration est ce qu’il est encore possible de voir aujourd’hui. 
La première attaque sur la République romaine de la brigade du général Pierre Alexandre Jean Mollière du contingent français du général Nicolas Charles Victor Oudinot eut lieu le 30 avril 1849.  Dans la défense de la Porta Cavalleggeri, la 2e Brigade du 8e bataillon du général Luigi Masi était composé de 1 000 hommes de la Garde nationale et 1 700 hommes des troupes du pape, dont l'acteur Tommaso Salvini.  A cette occasion, les Français ont été rejetés.